# 麻川武雄
麻川 武雄（あさかわ たけお）は薬理学者、医学博士。熊本大学助教授を経て佐賀医科大学薬理学教授。佐賀医科大学名誉教授。米国ノーベル賞受賞学者サザランド博士と協力し、ｃ-AMP蛋白の解明に貢献した。現在も基礎及び臨床医学の顧問として助言を行っている。1991年日本薬理学会西南部会第44回会長。

## 論文
- 麻川武雄「組織からのProstaglandinの遊出について (プロスタグランディン(特集))」『診療』第23巻第6号、診療社、1970年6月、1339-1346頁、ISSN 03710092、NAID 40017934902。
- 麻川武雄, 榎本恵一, 高野正子「アデニル酸シクラーゼの構造および受容体‐Ｇタンパク質系による活性の制御」『日本薬理学雑誌』第101巻第2号、日本薬理学会、1993年、59-68頁、doi:10.1254/fpj.101.2_59、ISSN 0015-5691、NAID 130000760273。
- 麻川武雄「微生物におけるPhenylalanineの代謝 : とくにPhenylpyruvate decarboxylaseについて」『大阪大学博士論文』、14401甲第00718号、1967年、NAID 500000367837